# Timgad
Timgad var under antiken en stad i nuvarande Algeriet. Staden grundades som den romerska kolonin Thamugas av kejsaren Trajanus omkring år 100, men övergavs under 600-talet.

## Stadsplanen
Ruinerna, som ligger ca 35 km från staden Batna, är ett av de bästa ännu existerande exemplen på romersk stadsplanering. Staden byggdes upp ex nihilo, ur intet, alltså utan någon by eller liknande som grund, som en bastion mot berberna i de närliggande bergsområdena. Staden beboddes av militärveteraner som fick landområden som belöning för militärtjänstgöring. Staden låg på en plats där sex huvudvägar möttes och var muromgärdad men inte fortifierad.
Ursprungligen var staden designad för en befolkning på omkring 15 000, men staden växte snabbt och låg snart utanför det ortogonala nätverket där staden utvecklades lite mer oplanerat.
Den ursprungliga romerska stadsplanen syns magnifikt i dess ortogonala design med decamanus maximus och cardus maximus i linje med en delvis restaurerad korintisk kolonnad. Byggandet av cardo fullföljdes inte hela vägen genom staden utan slutade i ett forum i korsningen med decamanus.

## Historia
Vid tiden för stadens grundande var området runt staden en bördig jordbruksmark, omkring 1 000 meter över havsytan.
Staden levde i fred i flera hundra år och blev ett centrum för kristen aktivitet under 200-talet och ett Donatistcentrum på 300-talet. På 400-talet plundrade vandalerna staden och dess nedgång började. År 535 fann den bysantinske generalen Solomon staden och ockuperade den. Under det följande århundradet började staden sakta bli återbefolkad som en kristen stad innan den plundrades av berber på 600-talet.
Staden övergavs under samma århundrade vilket delvis på grund av den följande ökenspridningen i området. Staden försvann och glömdes bort i historien tills år 1881 då den grävdes fram under sanden, som gömt och bevarat den i över tusen år.
Då inga nya bosättningar grundats på platsen efter 600-talet bevarades staden relativt väl under sanden upp till en meter djup fram tills den blev utgrävd.
Timgad upptogs på Unescos världsarvslista 1982.

## Sevärdheter

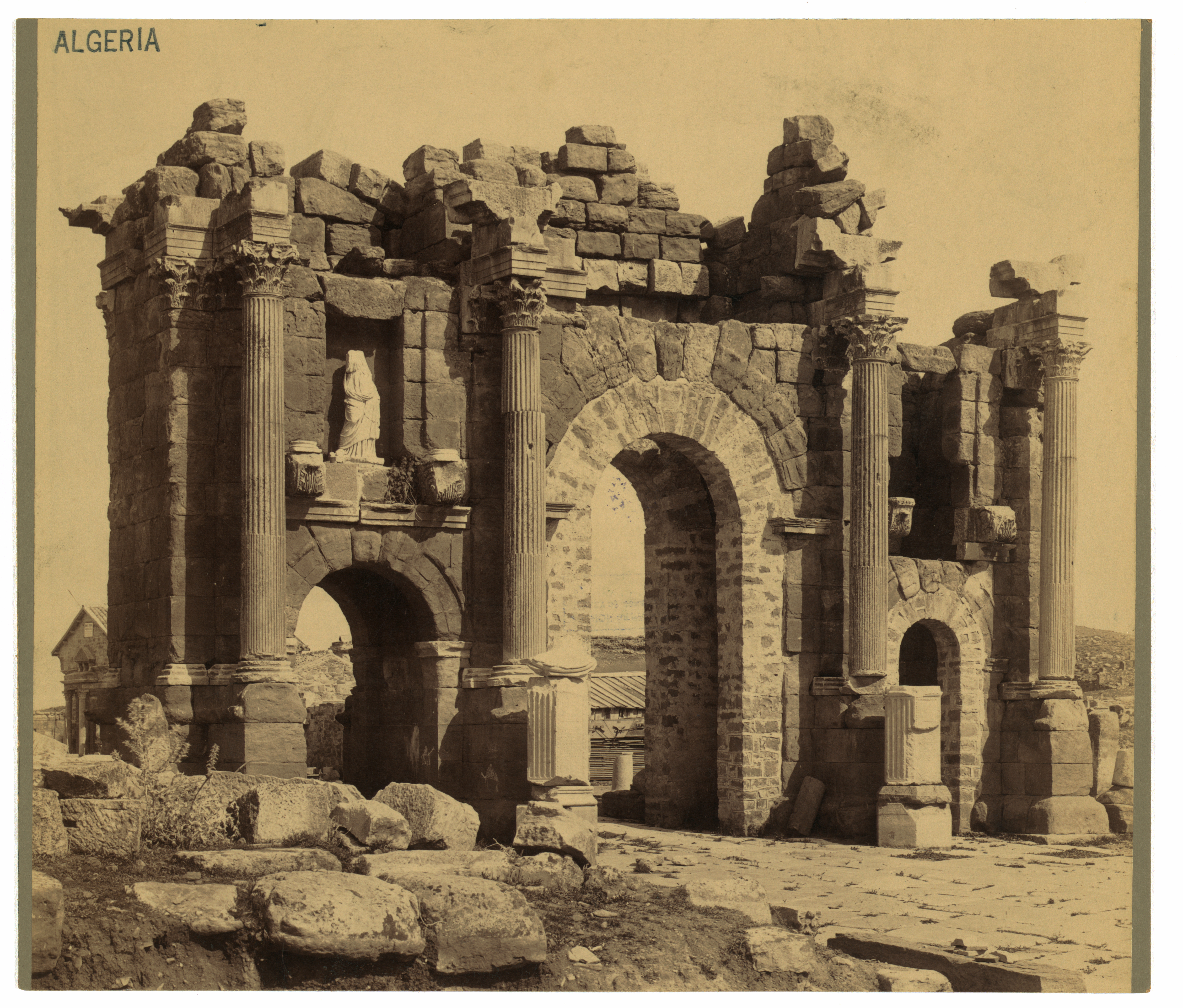
Trajans båge i Thamugadi (Timgad), Algeriet - slutet av 1800-talet

En teater med 3 500 sittplatser är i gott skick och används för nutida produktioner. Andra större byggnader i staden är fyra romerska bad (thermae), ett bibliotek och en basilika.
Kapitolinska templet är tillägnad guden Jupiter och är ungefär av samma storlek som Pantheon i Rom. Nära kapitolium ligger en rektangulär kyrka från 600-talet med cirkulär absid. Sydost om staden ligger ett stort bysantinskt citadell uppfört betydligt senare.
På västra sidan av decamus reser sig en 12 meter hög triumfbåge kallad Trajans båge. Denna restaurerades delvis 1900. Bågen är av sandsten och i korintisk stil med tre bågar. Den centrala är omkring 3,5 meter vid.